# مري رع الثاني
مري رع الثاني كان نبيلاً مصرياً قديمًا معروفًا كمشرف على شؤون الملكة نفرتيتي، وحاملًا لألقاب الكاتب الملكي، ومدير خزائن الدولة، والمشرف على الحريم الملكي لنفرتيتي. بُنيت له مقبرة في تل العمارنة، على الرغم من أن رفاته لم يتم التعرف عليها بعد. المقبرة تحتوي على آخر ظهور مؤرخ لأخناتون وعائلته.

## مقبرة مري رع الثاني

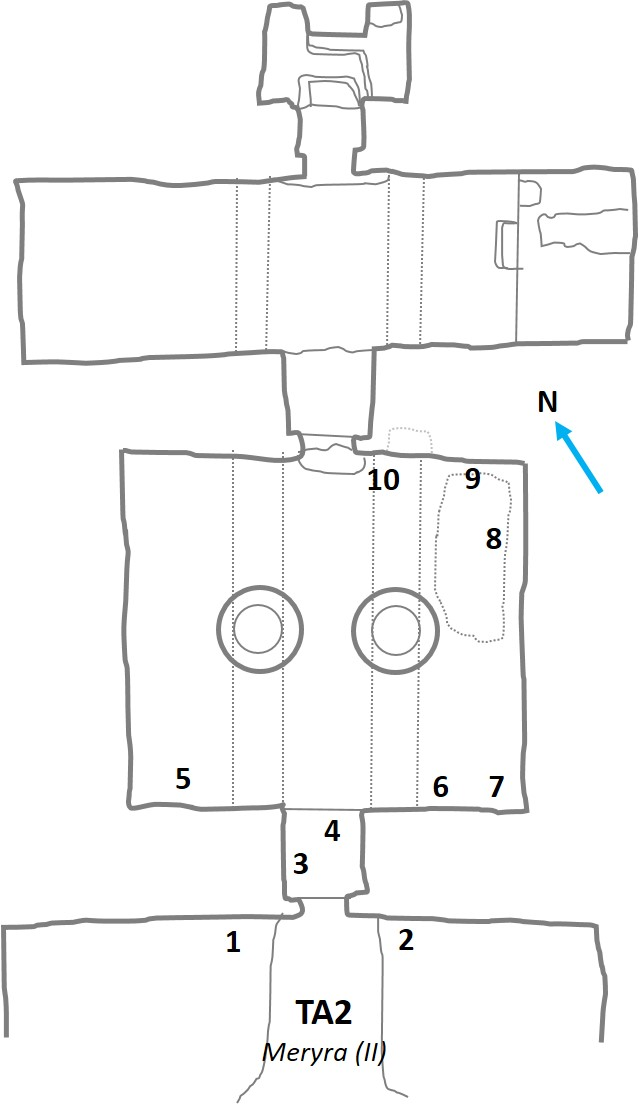
خريطة لمقبرة مري رع الثاني

مقبرة مري رع الثاني هي المقبرة الملكية المعروفة بمقبرة العمارنة 2، وتعود لعصر الأسرة الثامنة عشر. تقع المقبرة في الجانب الشمالي من الوادي الذي يقسم مجموعة المقابر المعروفة باسم المقابر الشمالية بالقرب من مدينة تل العمارنة في مصر. تعرضت المقبرة للدمار الكبير. زُينت بآخر ظهور مؤرخ لأخناتون وعائلته، مؤرخ بالشهر الثاني، من السنة 12 من حكمه. نُشرت تفاصيل المقبرة أصلاً بواسطة نورمان دي جاريس ديفيز عام 1905.

### المشاهد المنقوشة

#### الجدار الجنوبي، الجانب الغربي: الملكة تملأ كوب الملك
تظهر نفرتيتي واقفة أمام أخناتون الجالس، وتسكب له مشروبًا عبر مصفاة. تقف مريت آتون بين أخناتون ونفرتيتي، وتقدم له شيئًا. خلف نفرتيتي، تظهر معكت آتون تقدم مخروط عطر، بينما عنخس إن با آتن تقدم باقة من الزهور. أسفل هذا المشهد، تظهر موسيقيات نساء وخدم ذكور.

#### الجدار الجنوبي، الجانب الشرقي: مكافأة مري رع
يظهر مري رع أمام نافذة الظهور، حيث يقدم أخناتون ونفرتيتي قلادات ذهبية. في القصر خلف النافذة، تظهر مريت آتون وميكيت آتون تقدمان قلادات ذهبية لأمهن. تظهر عنخس إن با آتن واقفة أمام نفر نفرو آتون تاشيريت ونفر نفرو رع. تظهر عنخس إن با آتن مرتدية أقراط كبيرة وثلاثة أساور على كل ذراع، وتبدو مرتدية عباءة أو قلادة مزخرفة.

#### الجدار الشرقي: تقديم الجزية

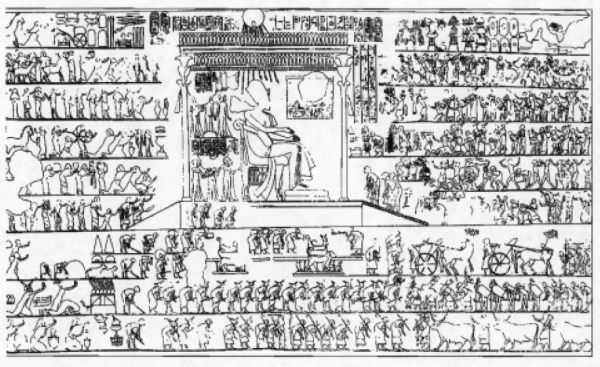
مشهد الجزية

على الجدار الشرقي للغرفة الرئيسية، يظهر مشهد يجسد تقديم "زعماء كل الأراضي الأجنبية" الجزية. يجلس أخناتون ونفرتيتي على عرش في كشك، وخلفهم جميع بناتهم الست. يعود تاريخ هذه الجزية إلى السنة 12 من حكم أخناتون، الشهر الثاني من فصل الشتاء، اليوم 8.
تظهر بناتهم الست خلفهم. تظهر مريت آتون ومعكت آتون وعنخس إن با آتن متشابكات الأيدي. تظهر نفر نفرو آتن تحمل شيئًا بيديها. تظهر نفر نفرو رع تحمل غزالًا. الابنة الصغرى، ستب إن رع، تحمل باقة من الزهور بينما تداعب الغزال الذي تحمله أختها الأكبر.

#### الجدار الشمالي، الجانب الشرقي: مكافأة مري رع من قبل الملك
يظهر مري رع أمام "رب الأرضين (عنخ خبر رع)، ابن الشمس (سمنخ كا رع چسر خبر رع)، والزوجة الملكية العظمى (مريت آتون)". يُظهر المشهد الزوجين الملكيين يمنحان الأوسمة والهدايا لمري رع. يظهر المشهد على الجدار المجاور للجدار الذي يصور حفل الاستقبال في السنة 12. من الممكن أن سمنخ كا رع كان شريكًا في الحكم لأخناتون. كانت مريت آتون الزوجة الملكية العظمى لسمنخ كا رع، بينما استمرت نفرتيتي كزوجة رئيسية لأخناتون. استمرت نفرتيتي تحمل لقب الزوجة الملكية العظمى في السنة 16، لذا يجب أن سمنخ كا رع كان شريكًا في الحكم أو حكم مع زوجته مريت آتون بعد السنة 16 من حكم أخناتون.

## أنظر أيضًا
- مري رع